# Wijken en buurten in Heerde
De Nederlandse gemeente Heerde is voor statistische doeleinden onderverdeeld in wijken en buurten. De gemeente is verdeeld in de volgende statistische wijken:
- Wijk 00 Heerde (CBS-wijkcode:024600)
- Wijk 01 Wapenveld (CBS-wijkcode:024601)

Een statistische wijk kan bestaan uit meerdere buurten. Onderstaande tabel geeft de buurtindeling met kentallen volgens het Centraal Bureau voor de Statistiek (2008):
| CBS-buurtcode | Buurtnaam                               | Inwonertal | Opp. totaal (ha) | Opp. land (ha) | Ligging                |
| ------------- | --------------------------------------- | ---------- | ---------------- | -------------- | ---------------------- |
| BU02460000    | Heerde                                  | 8280       | 290              | 286            | Locatie in de gemeente |
| BU02460001    | Veessen                                 | 490        | 44               | 42             | Locatie in de gemeente |
| BU02460002    | Vorchten                                | 60         | 15               | 15             | Locatie in de gemeente |
| BU02460003    | Hoorn                                   | 220        | 40               | 39             | Locatie in de gemeente |
| BU02460004    | Verspreide huizen Veessen               | 240        | 392              | 357            | Locatie in de gemeente |
| BU02460005    | Verspreide huizen Heerde-Noord en Hoorn | 1220       | 681              | 672            | Locatie in de gemeente |
| BU02460006    | Verspreide huizen Heerde-Zuid           | 1270       | 635              | 627            | Locatie in de gemeente |
| BU02460007    | Verspreide huizen Vorchten              | 150        | 409              | 395            | Locatie in de gemeente |
| BU02460008    | Verspreide huizen Lage Land             | 320        | 947              | 934            | Locatie in de gemeente |
| BU02460009    | Verspreide huizen bosgebied             | 30         | 1622             | 1606           | Locatie in de gemeente |
| BU02460100    | Wapenveld                               | 3770       | 108              | 106            | Locatie in de gemeente |
| BU02460106    | Verspreide huizen Wapenveld-Noord       | 560        | 398              | 380            | Locatie in de gemeente |
| BU02460107    | Verspreide huizen Wapenveld-Zuid        | 1350       | 428              | 420            | Locatie in de gemeente |
| BU02460108    | Verspreide huizen Lage Land             | 220        | 794              | 753            | Locatie in de gemeente |
| BU02460109    | Verspreide huizen bosgebied             | 40         | 1238             | 1238           | Locatie in de gemeente |